# غندم ريز (حومة دشتستان)
غندم ريز (بالفارسية: گندم‌ریز) هي قرية تقع في إيران في منطقة مركزية ريفية. يقدر عدد سكانها بـ 110 نسمة بحسب إحصاء 2016.